# Câu lạc bộ bóng đá Hà Nội T&T mùa bóng 2008
Mùa bóng 2008 là mùa giải thứ ba trong lịch sử của câu lạc bộ bóng đá Hà Nội. Đây cũng là mùa giải chuyên nghiệp đầu tiên của câu lạc bộ khi đội thi đấu tại giải hạng Nhất Quốc gia và Cúp Quốc gia.
Kết thúc mùa giải, T&T Hà Nội cán đích ở vị trí thứ 2 tại hạng nhất quốc gia và giành vé thăng hạng lên chơi ở V-League 2009. Qua đó, đội 3 năm liên tiếp thăng liền 3 hạng, đây là một kỷ lục hiếm của bóng đá Việt Nam.

## Sân nhà
Ban đầu, T&T Hà Nội sử dụng Hàng Đẫy làm sân nhà ở mùa 2008. Sau đó, đội đã đăng ký sân Mỹ Đình làm sân nhà kể từ lượt trận đấu thứ 11 ngày 29 tháng 3 năm 2008 cho đến hết mùa giải.

## Giải hạng nhất Quốc gia

### Bảng xếp hạng
| VT | Đội                            | ST | T  | H | B | BT | BB | HS  | Đ  | Thăng hạng hoặc xuống hạng            |
| -- | ------------------------------ | -- | -- | - | - | -- | -- | --- | -- | ------------------------------------- |
| 1  | Quân khu 4 - Sara Group (C, P) | 26 | 16 | 6 | 4 | 51 | 29 | +22 | 54 | Thăng hạng V.League 2009              |
| 2  | T&T Hà Nội (P)                 | 26 | 14 | 9 | 3 | 46 | 24 | +22 | 51 | Thăng hạng V.League 2009              |
| 3  | Cao su Đồng Tháp (O, P)        | 26 | 13 | 8 | 5 | 42 | 23 | +19 | 47 | Play-off thăng hạng lên V.League 2009 |

### Các trận đấu
Thắng
  Hòa
  Thua
| 5 tháng 1 năm 2008 1 | Huda Huế   | 1–1      | T&T Hà Nội    | Huế, Thừa Thiên Huế                                                  |  |
| 16:00 UTC+7          | Flávio 81' | Chi tiết | Sỹ Mạnh 90+2' | Sân vận động: Tự Do Lượng khán giả: 3.000 Trọng tài: Trần Công Trọng |  |

| 12 tháng 1 năm 2008 2 | T&T Hà Nội | 0–0      | Xi măng Vinakansai Ninh Bình | Đống Đa, Hà Nội                                                       |  |
| 15:30 UTC+7           |            | Chi tiết |                              | Sân vận động: Hàng Đẫy Lượng khán giả: 5.000 Trọng tài: Ngô Quốc Hưng |  |

| 18 tháng 1 năm 2008 3 | T&T Hà Nội  | 1–0      | Than Quảng Ninh | Đống Đa, Hà Nội                                                         |  |
| 15:30 UTC+7           | Sỹ Mạnh 20' | Chi tiết |                 | Sân vận động: Hàng Đẫy Lượng khán giả: 5.000 Trọng tài: Trần Công Trọng |  |

| 21 tháng 1 năm 2008 4 | Thành Nghĩa-Thạch Bích-Quảng Ngãi | 1–2      | T&T Hà Nội                    | Quảng Ngãi                                                                 |  |
| 15:30 UTC+7           | Anderson 60'                      | Chi tiết | - Sỹ Mạnh 72' - Huy Hoàng 83' | Sân vận động: Quảng Ngãi Lượng khán giả: 2.000 Trọng tài: Trần Xuân Nguyện |  |

| 29 tháng 1 năm 2008 5 | Quân khu 7 | 0–1      | T&T Hà Nội      | Tân Bình, Thành phố Hồ Chí Minh                                         |  |
| 16:30 UTC+7           |            | Chi tiết | Hoàng Quảng 83' | Sân vận động: Quân khu 7 Lượng khán giả: 1.000 Trọng tài: Võ Quang Vinh |  |

| 22 tháng 2 năm 2008 6 | T&T Hà Nội                          | 3–3      | Giày Thành Công Tây Ninh                     | Đống Đa, Hà Nội                                                          |  |
| 15:30 UTC+7           | - Trọng Minh 16', 24' - Maxwell 75' | Chi tiết | - Bảo Tâm 79' - Fatusi 81' - Thanh Sơn 90+2' | Sân vận động: Hàng Đẫy Lượng khán giả: 2.000 Trọng tài: Trần Xuân Nguyện |  |

| 29 tháng 2 năm 2008 7 | T&T Hà Nội   | 1–1      | Đồng Nai Berjaya | Đống Đa, Hà Nội                                                       |  |
| 15:30 UTC+7           | Minh Hải 43' | Chi tiết | Francisco 89'    | Sân vận động: Hàng Đẫy Lượng khán giả: 1.000 Trọng tài: Võ Quang Vinh |  |

| 8 tháng 3 năm 2008 8 | SHS Tiền Giang | 1–2      | T&T Hà Nội                             | Mỹ Tho, Tiền Giang                                                        |  |
| 15:30 UTC+7          | Phúc Hiệp 41'  | Chi tiết | - Hoàng Sơn 34' - Cristiano Roland 63' | Sân vận động: Tiền Giang Lượng khán giả: 1.500 Trọng tài: Nguyễn Văn Đông |  |

| 15 tháng 3 năm 2008 9 | T&T Hà Nội | 0–1      | Hancofood Cần Thơ | Đống Đa, Hà Nội                                                          |  |
| 15:30 UTC+7           |            | Chi tiết | Barbosa 21'       | Sân vận động: Hàng Đẫy Lượng khán giả: 1.500 Trọng tài: Nguyễn Trọng Thư |  |

| 22 tháng 3 năm 2008 10 | Tập đoàn cao su Đồng Tháp | 1–2      | T&T Hà Nội                    | Cao Lãnh, Đồng Tháp                                                 |  |
| 15:00 UTC+7            | Minh Hưng 83'             | Chi tiết | - Cristiano 12' - Maxwell 15' | Sân vận động: Cao Lãnh Lượng khán giả: 5.000 Trọng tài: Phạm Bá Hòa |  |

| 29 tháng 3 năm 2008 11 | T&T Hà Nội                                | 5–2      | An Đô An Giang                    | Từ Liêm, Hà Nội                                                        |  |
| 15:30 UTC+7            | - Maxwell 19', 42', 45' - Hải An 37', 64' | Chi tiết | - Nhật Trường 19' - Dio Preye 55' | Sân vận động: Mỹ Đình Lượng khán giả: 3.000 Trọng tài: Nguyễn Phi Long |  |

| 5 tháng 4 năm 2008 12 | Quân khu 5   | 1–4      | T&T Hà Nội                                                 | Hải Châu, Đà Nẵng                                                       |  |
| 15:30 UTC+7           | Kingsley 20' | Chi tiết | - Huy Hoàng 38' - Cassiano 47' - Sỹ Mạnh 87' - Maxwell 89' | Sân vận động: Quân khu 5 Lượng khán giả: 1.000 Trọng tài: Ngô Quốc Hưng |  |

| 12 tháng 4 năm 2008 13 | Quân khu 4 | 1–1      | T&T Hà Nội | Vinh, Nghệ An                                                              |  |
| 15:30 UTC+7            | Sơn Hà 48' | Chi tiết | Maxwell 2' | Sân vận động: Quân khu 4 Lượng khán giả: 3.500 Trọng tài: Trần Xuân Nguyện |  |

| 25 tháng 4 năm 2008 14 | T&T Hà Nội                      | 2–3      | Huda Huế                        | Từ Liêm, Hà Nội                                                        |  |
| 15:30 UTC+7            | - Sỹ Mạnh 18' - Cristiano 90+3' | Chi tiết | - Flávio 26' (46) - Abiodun 90' | Sân vận động: Mỹ Đình Lượng khán giả: 1.500 Trọng tài: Phùng Quốc Quân |  |

| 3 tháng 5 năm 2008 15 | Xi măng Vinakansai Ninh Bình | 1–1      | T&T Hà Nội    | Thành phố Ninh Bình, Ninh Bình                |  |
| 15:30 UTC+7           | John 41'                     | Chi tiết | Quốc Tuấn 80' | Sân vận động: Ninh Bình Lượng khán giả: 8.000 |  |

| 10 tháng 5 năm 2008 16 | Than Quảng Ninh | 1–2      | T&T Hà Nội                   | Cẩm Phả, Quảng Ninh                                                   |  |
| 15:30 UTC+7            | Phú Thành 90+4' | Chi tiết | - Maxwell 18' - Sỹ Cường 73' | Sân vận động: Cẩm Phả Lượng khán giả: 10.000 Trọng tài: Võ Quang Vinh |  |

| 17 tháng 5 năm 2008 17 | T&T Hà Nội  | 1–1      | Thành Nghĩa-Thạch Bích-Quảng Ngãi | Từ Liêm, Hà Nội                                                       |  |
| 15:30 UTC+7            | Maxwell 41' | Chi tiết | Ngọc Trí 38'                      | Sân vận động: Mỹ Đình Lượng khán giả: 600 Trọng tài: Trần Xuân Nguyện |  |

| 23 tháng 5 năm 2008 18 | T&T Hà Nội                                         | 5–0      | Quân khu 7 | Từ Liêm, Hà Nội       |  |
| 15:30 UTC+7            | - Maxwell - Quốc Tuấn ?', ?' - Sỹ Mạnh - Cristiano | Chi tiết |            | Sân vận động: Mỹ Đình |  |

| 1 tháng 7 năm 2008 19 | Giày Thành Công Tây Ninh | 0–2      | T&T Hà Nội       | Thành phố Tây Ninh, Tây Ninh                                            |  |
| 15:30 UTC+7           |                          | Chi tiết | Maxwell 38', 66' | Sân vận động: Tây Ninh Lượng khán giả: 3.000 Trọng tài: Nguyễn Văn Kiên |  |

| 11 tháng 7 năm 2008 20 | Đồng Nai Berjaya | 0–2      | T&T Hà Nội                              | Biên Hòa, Đồng Nai                                                    |  |
| 15:30 UTC+7            |                  | Chi tiết | - Maxwell 24' - Trọng Hiệp 90+3' (l.n.) | Sân vận động: Đồng Nai Lượng khán giả: 1.500 Trọng tài: Võ Quang Vinh |  |

| 18 tháng 7 năm 2008 21 | T&T Hà Nội                   | 2–1      | SHS Tiền Giang | Từ Liêm, Hà Nội                                                       |  |
| 15:30 UTC+7            | - Maxwell 29' - Đình Quý 76' | Chi tiết | Trí Trọng 18'  | Sân vận động: Mỹ Đình Lượng khán giả: 200 Trọng tài: Nguyễn Quốc Hùng |  |

| 26 tháng 7 năm 2008 22 | Hancofood Cần Thơ | 1–0      | T&T Hà Nội | Ninh Kiều, Cần Thơ                                                     |  |
| 15:30 UTC+7            | Barbosa 27'       | Chi tiết |            | Sân vận động: Cần Thơ Lượng khán giả: 6.000 Trọng tài: Nguyễn Văn Kiên |  |

| 3 tháng 8 năm 2008 23 | T&T Hà Nội | 0–0      | Cao su Đồng Tháp | Từ Liêm, Hà Nội                                                      |  |
| 15:30 UTC+7           |            | Chi tiết |                  | Sân vận động: Mỹ Đình Lượng khán giả: 3.000 Trọng tài: Võ Quang Vinh |  |

| 9 tháng 8 năm 2008 24 | An Đô An Giang | 0–1      | T&T Hà Nội  | Long Xuyên, An Giang                                                |  |
| 15:30 UTC+7           |                | Chi tiết | Cassiano 7' | Sân vận động: An Giang Lượng khán giả: 3.000 Trọng tài: Hồ Huy Hồng |  |

| 16 tháng 8 năm 2008 25 | T&T Hà Nội                                                      | 4–2      | Quân khu 5        | Từ Liêm, Hà Nội                                                         |  |
| 15:30 UTC+7            | - Nguyễn Đình Quý 7' - Maxwell 26', 36' - Triệu Quang Trung 64' | Chi tiết | Kingsley 53', 57' | Sân vận động: Mỹ Đình Lượng khán giả: 2.000 Trọng tài: Nguyễn Quốc Hùng |  |

| 21 tháng 8 năm 2008 26 | T&T Hà Nội   | 1–1      | Quân khu 4 | Từ Liêm, Hà Nội                                                        |  |
| 15:30 UTC+7            | Hồng Sơn 86' | Chi tiết | Lazaro 38' | Sân vận động: Mỹ Đình Lượng khán giả: 2.500 Trọng tài: Nguyễn Văn Đông |  |

## Cúp quốc gia
T&T Hà Nội tham dự Cúp quốc gia bắt đầu từ vòng sơ loại gặp đối thủ Thể Công Viettel.
| 29 tháng 12 năm 2007 Vòng sơ loại | Thể Công Viettel | 0–0 (5–4 p) | T&T Hà Nội | Từ Liêm, Hà Nội                                                     |  |
| 15:45 UTC+7                       |                  | Chi tiết    |            | Sân vận động: Mỹ Đình Lượng khán giả: 1.200 Trọng tài: Đỗ Quốc Hoài |  |

## Thống kê mùa giải

### Cầu thủ ghi bàn
| STT | Cầu thủ                          | Bàn thắng |
| --- | -------------------------------- | --------- |
| 1   | Maxwell Eyerakpo                 | 16        |
| 2   | Lê Sỹ Mạnh                       | 6         |
| 3   | Cristiano Roland                 | 4         |
| 4   | Trần Quốc Tuấn                   | 3         |
| 5   | Nguyễn Đình Quý                  | 2         |
| 5   | Nguyễn Hải An                    | 2         |
| 5   | Nguyễn Trọng Minh                | 2         |
| 5   | Nguyễn Huy Hoàng                 | 2         |
| 5   | Cassiano Rocha                   | 2         |
| 6   | Triệu Quang Trung                | 1         |
| 6   | Đoàn Hoàng Sơn                   | 1         |
| 6   | Nguyễn Minh Hải                  | 1         |
| 6   | Võ Hoàng Quảng                   | 1         |
| 6   | Dương Hồng Sơn                   | 1         |
| 6   | Cao Sỹ Cường                     | 1         |
| 6   | Cầu thủ đối phương phản lưới nhà | 1         |